# Naos Panagias (Thronos)
Naos Panagias (griechisch Ναός Παναγίας ‚Kirche der Allheiligen‘), auch Ekklisia tis Kimisis tis Theotokou (Εκκλησία της Κοίμησης της Θεοτόκου ‚Kirche der Entschlafung der Gottesmutter‘), ist die Kirche des Ortes Thronos im Amari-Becken, einem fruchtbaren Tal im Regionalbezirk Rethymno auf der griechischen Insel Kreta. Die Kirche steht auf den von der Fläche größeren Fundamenten der ehemaligen Basilika der Stadt Sybrita, die nach der arabischen Eroberung der Insel im Jahr 824 zerstört wurde. Der Name des Ortes Thronos leitet sich vom Bischofssitz (‚Thron des Episkopats‘) im byzantinischen Sybrita ab. Nach der byzantinischen Rückeroberung Kretas 961 durch Nikephoros Phokas wurde der Ort Lambini (später Spili) Sitz der Diözese Sybritos, die Stadt Sybrita, einschließlich der Basilika, wurde nicht wieder aufgebaut.

## Lage
Die Kirche der Panagia befindet sich innerhalb von Thronos (Θρόνος) direkt an der Ostseite der Hauptstraße. Thronos ist ein Ort ungefähr 19 Kilometer südöstlich der Bezirkshauptstadt Rethymno in der Mitte des Amari-Beckens (Αμάρι). Die kleine Ortschaft mit um die 80 Einwohnern ist an den Osthang des 618 Meter hohen Kefala (Κεφάλα) gebaut, dem Berg, auf dem sich die antike Akropolis von Sybrita befand. Der 850 Meter südwestlich von Thronos liegende Nachbarort Agia Fotini (Αγία Φωτεινή) ist der Sitz der Gemeinde Amari (Δήμος Αμάριου), die am 1. Januar 2011 im Rahmen des Kallikratis-Programms aus den ehemaligen Gemeinden Kourites (Δήμος Κουρήτων) und Syvritos (Δήμος Σιβρίτου) gebildet wurde.

## Beschreibung

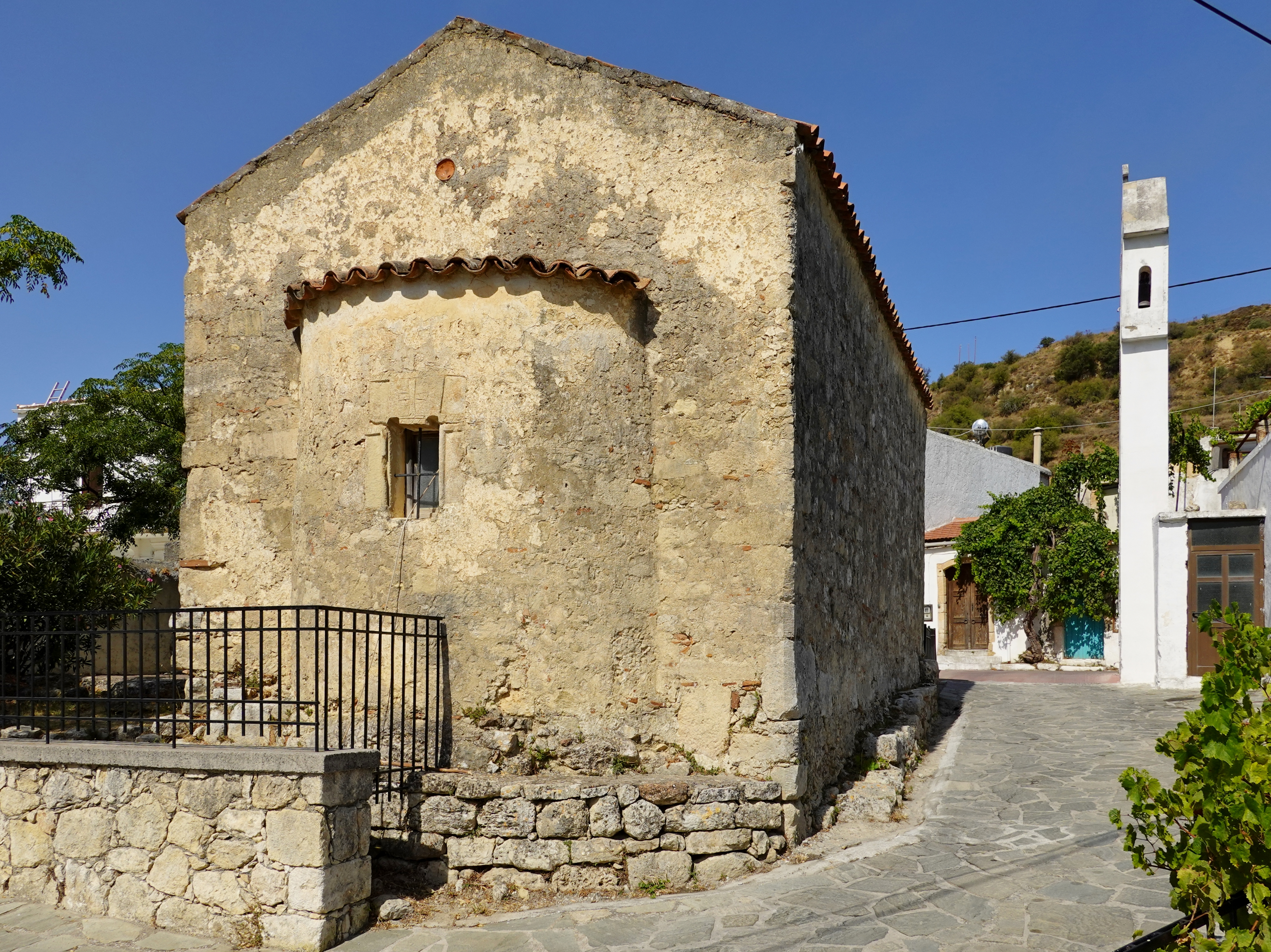
Ostansicht der Kirche mit Apsis

Naos Panagias, benannt nach der griechisch-orthodoxen Bezeichnung Panagia für die Jungfrau Maria, ist als Bauwerk ein schlichter Apsissaal, bestehend aus einem kleinen einschiffigen Langhaus mit einer im Südosten anschließenden Apsis. Das Langhaus ist 8,55 Meter lang und 5,01 Meter breit. Einschließlich der Apsis beträgt die Länge des Außenmaßes der Kirche 9,22 Meter. Der Kirchenbau hat nur zwei Fenster, eines an der Apsis, das andere in der Mitte der Südwestseite, und weist die gleiche Orientierung auf wie die ehemalige Basilika von Sybrita, auf deren Fundamenten er steht. Die Hauptachse der Kirche ist zur Seite des Chores beziehungsweise Sanktuariums mit dem Altar auf die Lage des 1056 Kilometer entfernten Jerusalem ausgerichtet, das heißt, auf das angenommene „Himmlische Jerusalem“ geostet.

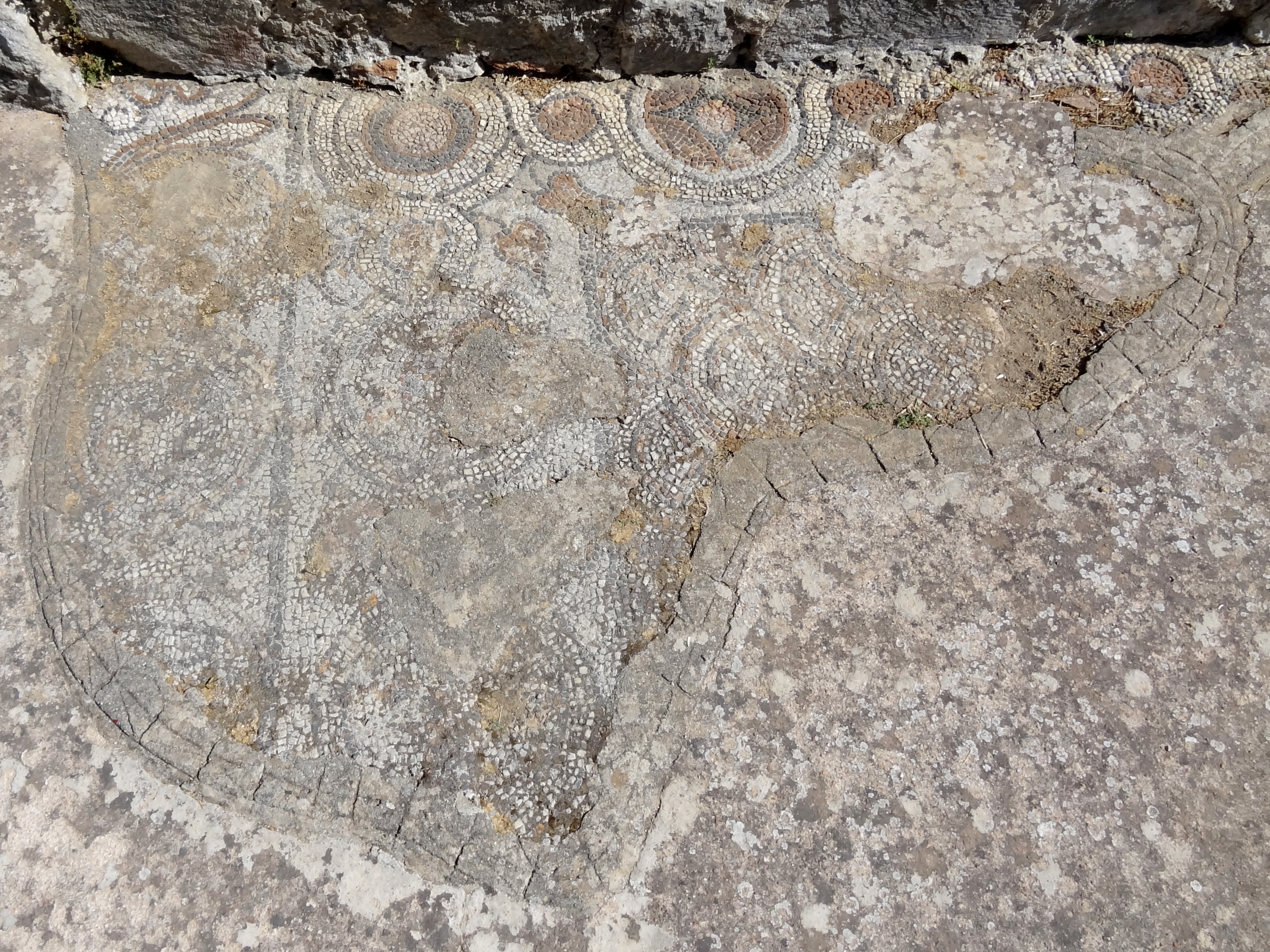
Bodenmosaik der Basilika von Sybrita

Von der aus dem 5. oder 6. Jahrhundert stammenden Basilika von Sybrita sind neben wenigen Mauer- und Säulenresten einige Reste der Fußbodenmosaiken erhalten. Diese sind im Außenbereich südlich der Kirche als fragmentarische Teile zu sehen. Die Reste der Basilika sind die einzigen Zeugnisse der zerstörten Stadt innerhalb des Ortes. Westlich von Thronos, auf dem Kefala, kann man die Ausgrabungsstätte der Akropolis von Sybrita besichtigen.

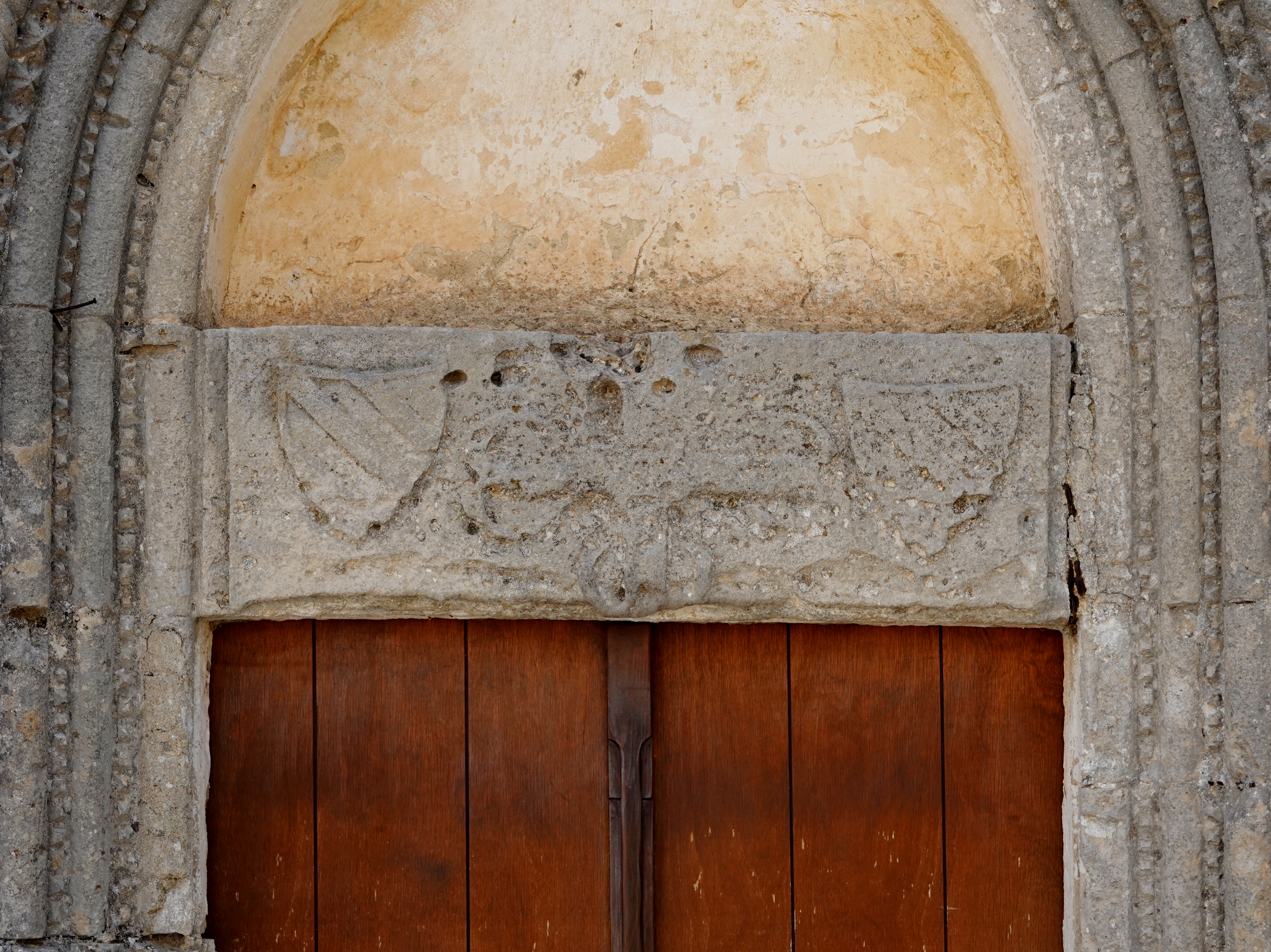
Wappen der Kallergis beidseitig eines Ankerkreuzes am Türsturz

Auf dem Türsturz des Kircheneingangs der mittelalterlichen Kirche ist das Wappen der Familie Kallergis angebracht. Die Adelsfamilie der Kallergis stammte von Ioannis Phokas ab, einem Nachfahren des byzantinischen Kaisers Nikephoros II. Phokas, und gehörte zu den zwölf Familien, denen Kaiser Alexios II. Komnenos in einer Bulle (griechisch Χρυσόβουλο Chrysovoulo) die Gebiete Kretas als Archonten zuordnete, um nach anhaltenden Unruhen die Verbindung der Insel mit Konstantinopel zu stärken. Die zwölf Familien begründeten eine neue kretische Aristokratie.

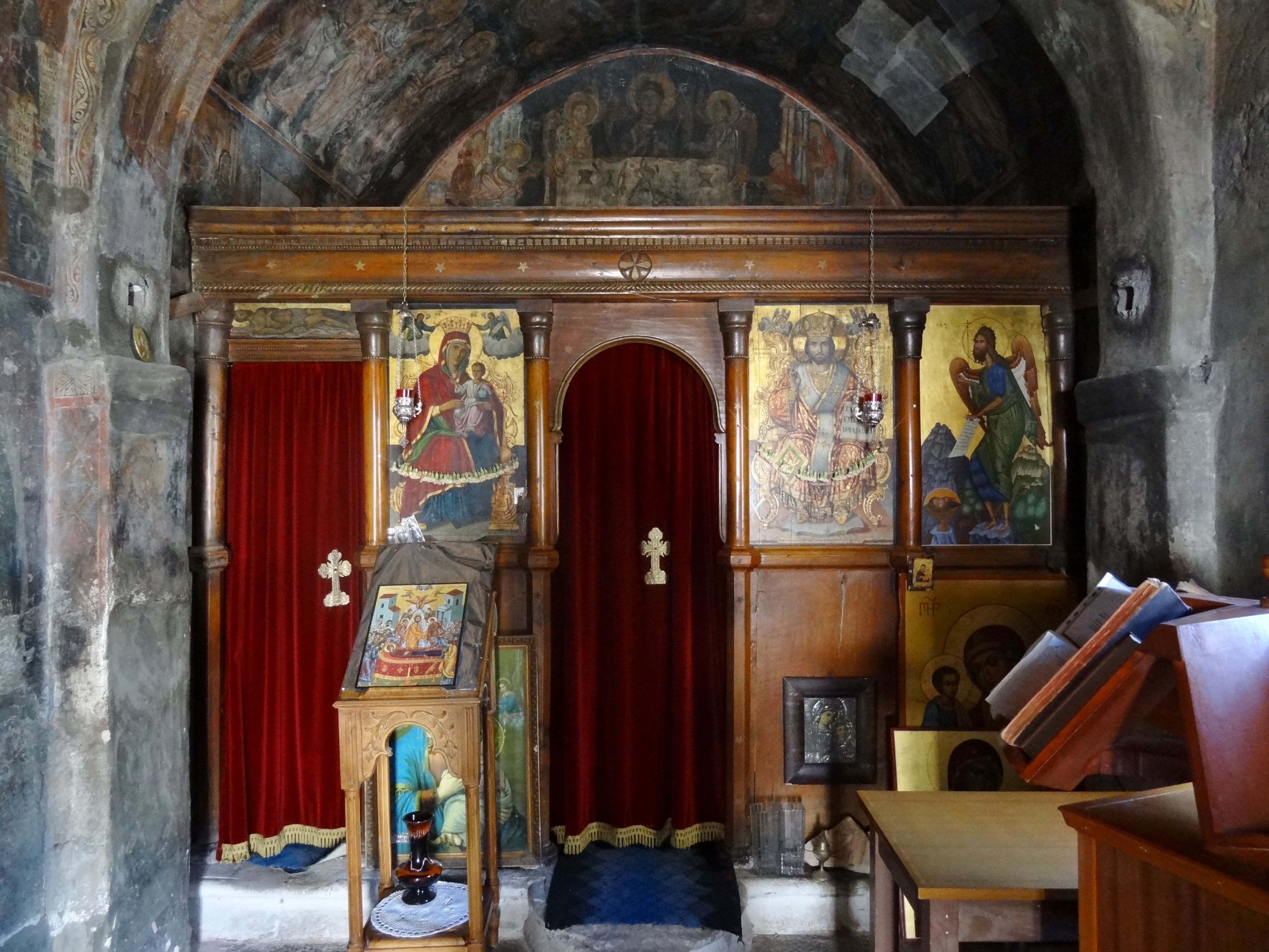
Blick auf die Ikonostase im Innenraum

Das Kircheninnere ist durchschnittlich 7,13 Meter lang, einschließlich Apsis 7,87 Meter, und 3,24 Meter breit. Im hinteren Viertel des Kirchenraumes ist der Altarbereich (Bema) durch eine Ikonostase vom übrigen Kirchenschiff abgetrennt. Im Altarraum befinden sich die ältesten Fresken der fast vollständig erhaltenen Bildausstattung der Kirche. Den restlichen Kirchenraum zieren Fresken einer jüngeren Stilstufe. Beide Stilstufen zeigen eine Verwandtschaft zur zeitgenössischen Ikonenmalerei.
Zum Alter der Fresken gibt es verschiedene Auffassungen. Ältere Veröffentlichungen geben für beide Stilstufen, die der Fresken am Altar wie auch der im übrigen Kirchenraum, eine Datierung ins späte 14. oder frühe 15. Jahrhundert an. Der Archäologe und Autor Lambert Schneider nimmt hingegen ein Aufbringen erster Fresken im Altarraum schon im 13. Jahrhundert an und schreibt die Bemalung der übrigen Kirchenwände den mittleren Jahrzehnten des 14. Jahrhunderts zu. Der Kunsthistoriker Ioannis Spatharakis datierte die beiden Phasen durch Stilvergleiche jedoch zuletzt überzeugend um 1300. Daneben findet sich an der Südwestwand ein Graffito, das in das Jahr 1491 datiert ist.

Innenausstattung der Kirche
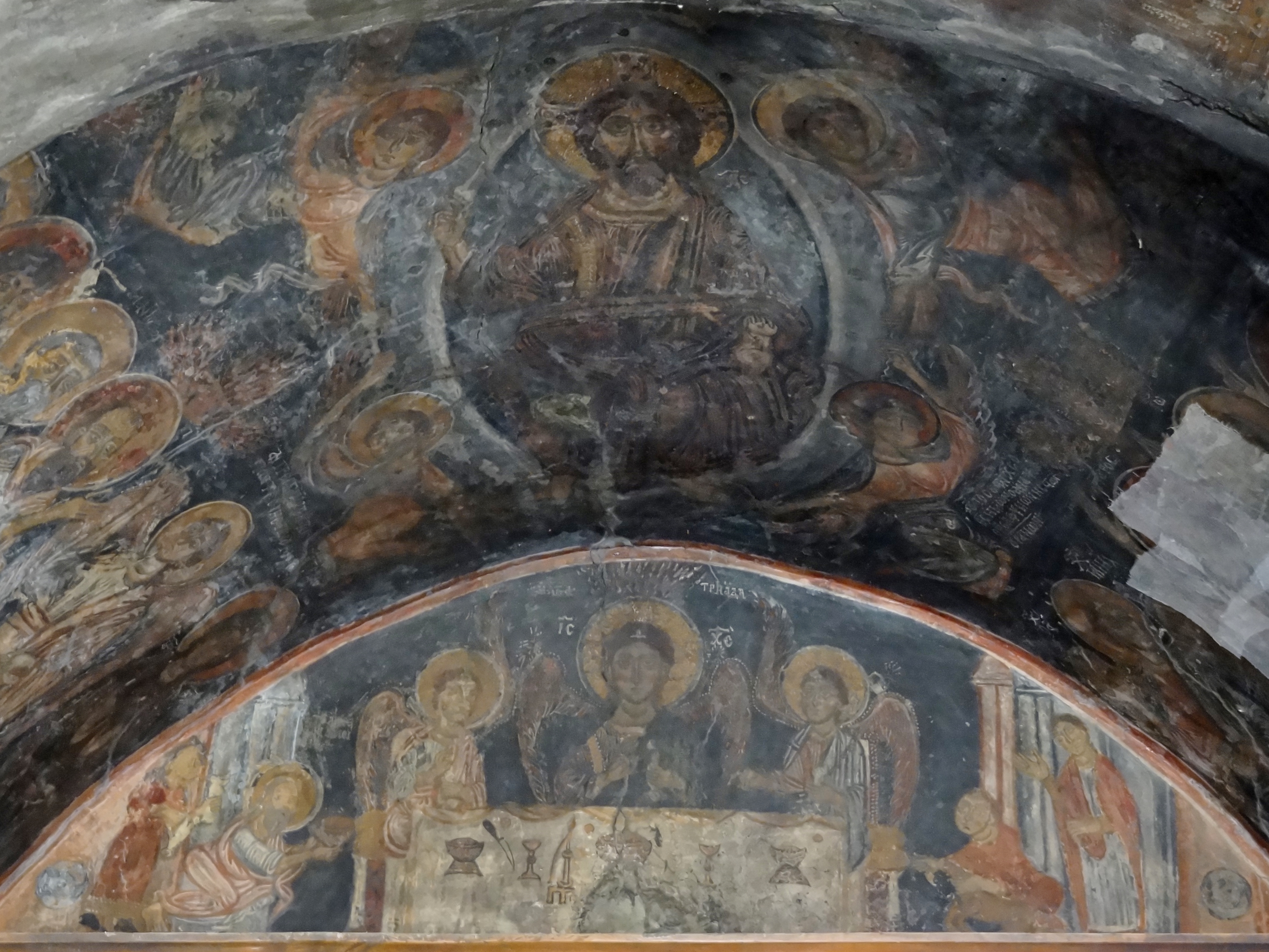
Fresken der Himmelfahrt; drei Engel bei Abraham
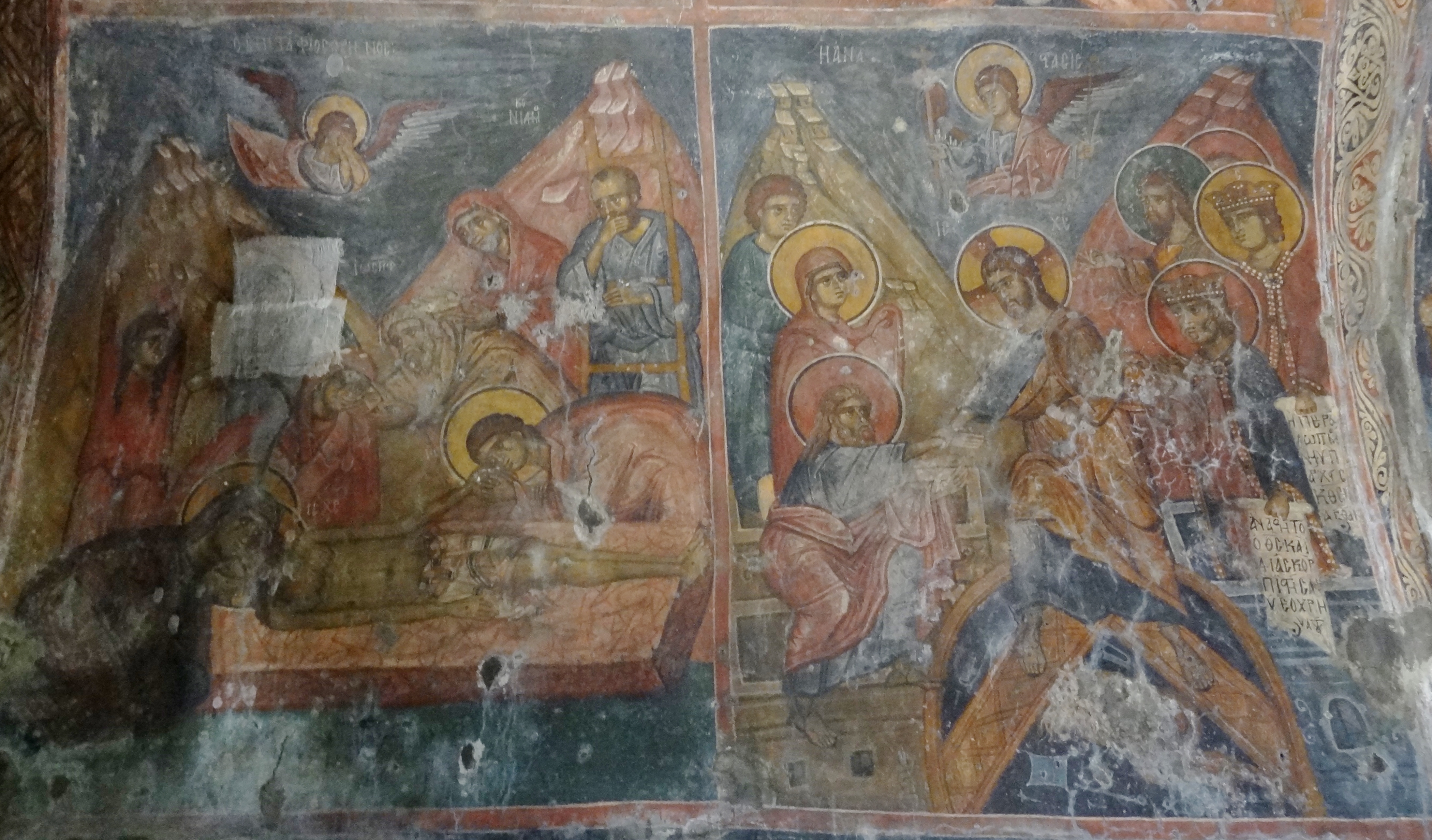
Fresken der Beweinung Christi und Anastasis
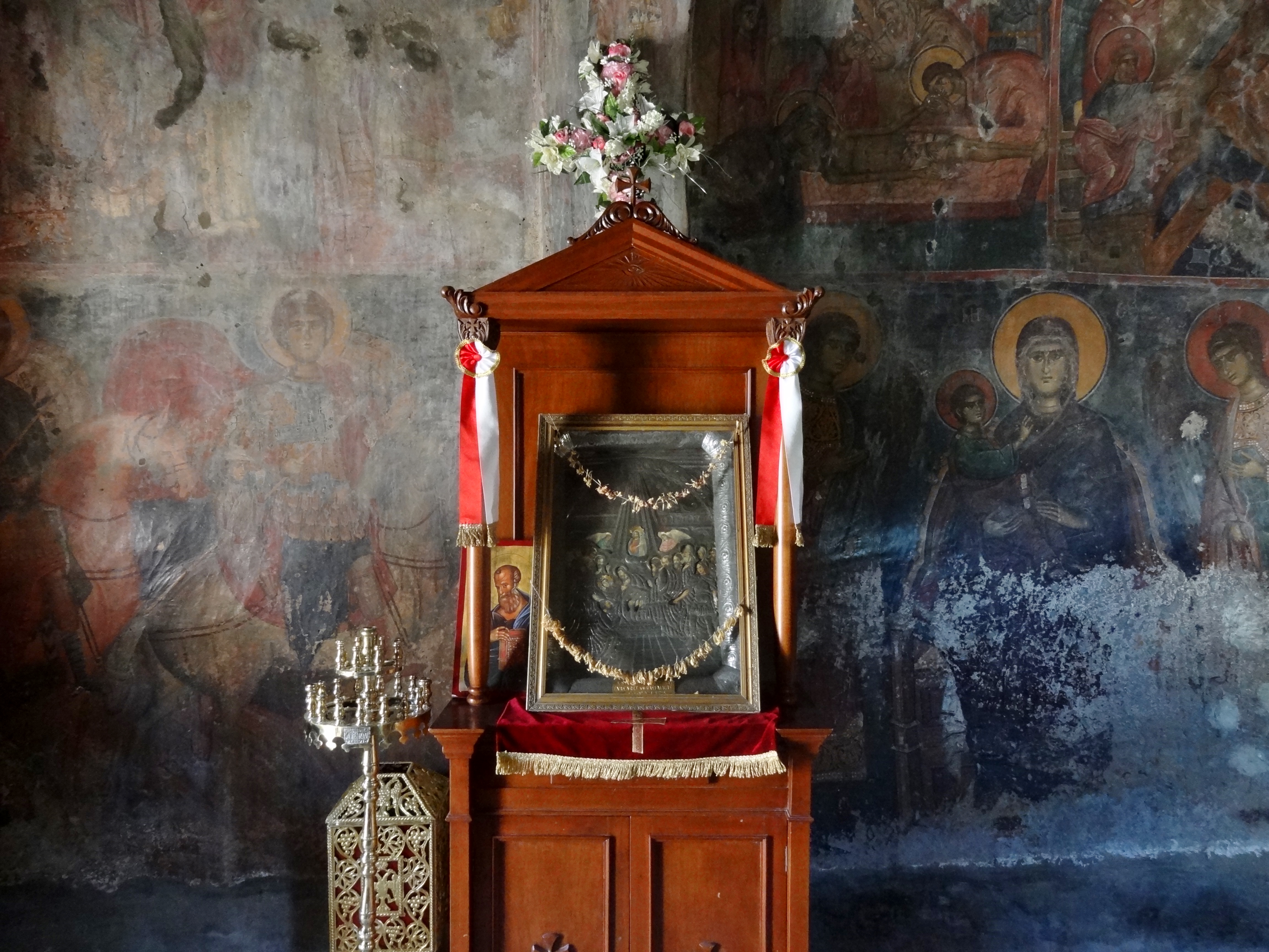
Ikonenständer an der Nordostwand
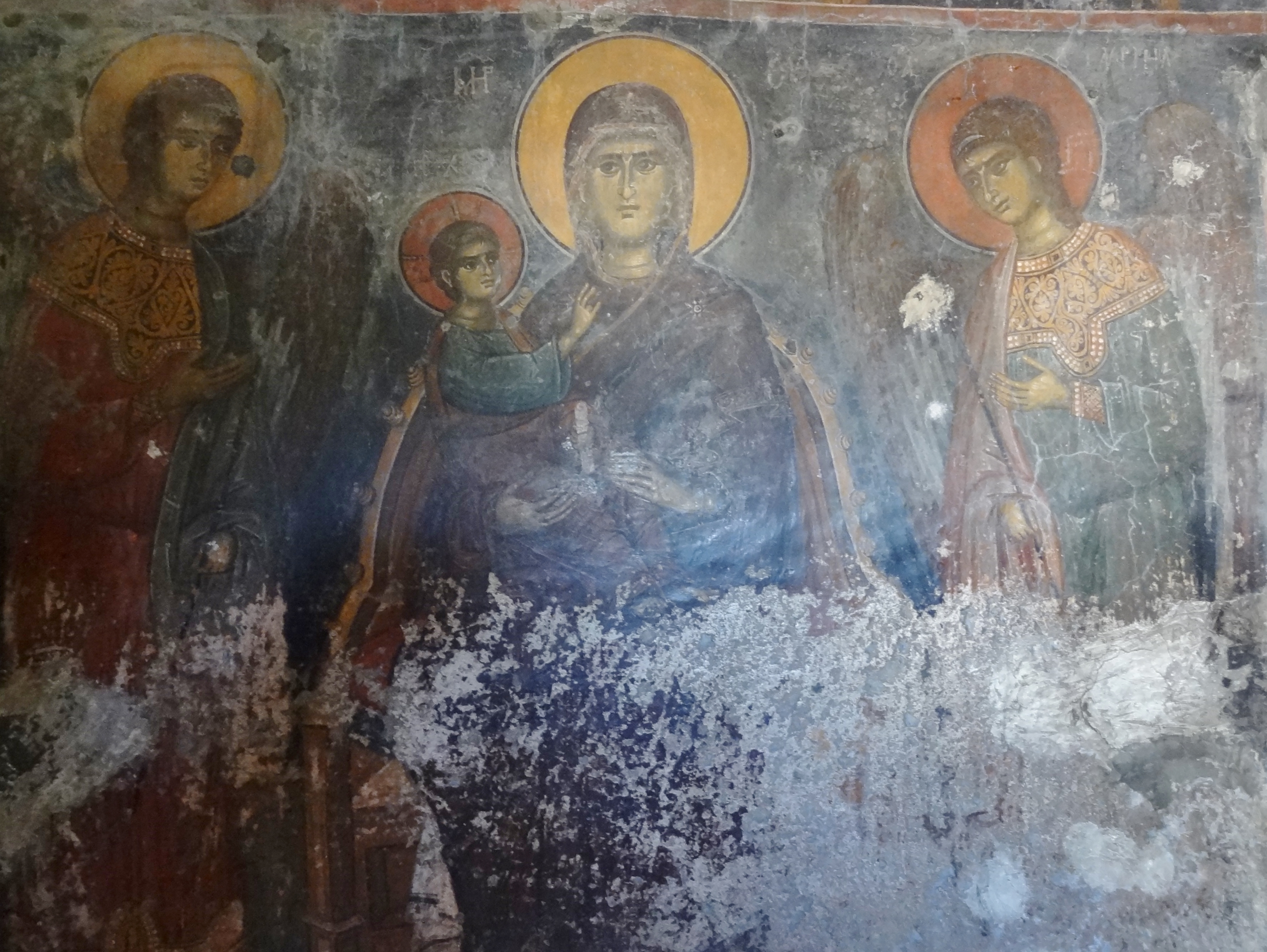
Fresko der Gottesmutter mit dem Jesuskind